# أخوة الذئاب
أخوة الذئاب (بالفرنسية: Le Pacte des loups) هو فيلم رعب وحركة فرنسي صدر سنة 2001. الفيلم من إخراج كريستوف غانس، وبطولة فينسنت كاسل وإيميلي ديكيني ومونيكا بيلوتشي وجيريمي رينييه ومارك داكاسكوس.

## القصة
يحكي الفيلم قصة سلسلة من جرائم القتل والتي تم نسبها لوحش جيفودان، وأصبحت هذه الأسطورة شهيرة في فرنسا. يدور الفيلم عن عدم قدرة جميع الأطراف بالعثور على الوحش، ثم يأتي عالم تشريح برفقه أصدقائه للعثور عليه. أخيراً يستطيع التوصل لمكانه، الذي يكون بحماية أخوية مسيحية متشددة تسعى للسيطرة على الحكم من يدي الملك الفرنسي. خلال تلك العملية يقتل العديد من المتعنترون القادة الذين يسعون لنجاح تلك الأخوية السرية، ويتضمن الفيلم العديد من لقطات الحركة وفنون الدفاع عن النفس.

## الميزانية والإيرادات
بلغت تكلفة إنتاج الفيلم حوالي 29 مليون دولار بينما حقق إيرادات تقدر بـ 70.7 مليون دولار.

## وصلات خارجية
- أخوة الذئاب على موقع IMDb (الإنجليزية)
- أخوة الذئاب على موقع ميتاكريتيك (الإنجليزية)
- أخوة الذئاب على موقع روتن توميتوز (الإنجليزية)
- أخوة الذئاب على موقع نتفليكس (الإنجليزية)
- أخوة الذئاب على موقع ألو سيني (الفرنسية)
- أخوة الذئاب على موقع Turner Classic Movies (الإنجليزية)
- أخوة الذئاب على موقع أول موفي (الإنجليزية)
- أخوة الذئاب على موقع بوكس أوفيس موجو (الإنجليزية)
- أخوة الذئاب على موقع فيلمافينيتي (الإسبانية)
- أخوة الذئاب على موقع قاعدة بيانات الأفلام السويدية (السويدية)